# Campeonato Uruguayo de Primera División 1929
El Campeonato Uruguayo 1929 constituyó el 27.º torneo de primera división del fútbol uruguayo organizado por la AUF. El torneo duró 2 años, ya que se disputó durante los años 1929 y 1930. Fue el primer campeonato uruguayo donde empezó a utilizarse el Estadio Centenario (después de realizada la Copa del Mundo).
El torneo consistió en un campeonato a dos ruedas de todos contra todos. En él participaron 14 equipos, coronándose campeón el Peñarol por novena vez en su historia, y por segunda vez consecutiva.

## Equipos participantes

### Relevos temporada anterior
| Club    | Ascendido como                     |
| ------- | ---------------------------------- |
| Central | Campeón Divisional Intermedia 1928 |

| Club           | Descendido como              |
| -------------- | ---------------------------- |
| Uruguay Onward | 14° Campeonato Uruguayo 1928 |
| Racing         | 15° Campeonato Uruguayo 1928 |
| Lito           | 16° Campeonato Uruguayo 1928 |

### Datos de los equipos
| Club                 | Ciudad     | Estadio             | Capacidad | Fundación                | Temporadas | Temporadas Consecutivas | Títulos | 1928 |
| -------------------- | ---------- | ------------------- | --------- | ------------------------ | ---------- | ----------------------- | ------- | ---- |
| Bella Vista          | Montevideo |                     |           | 4 de octubre de 1920     | 4          | 4                       | -       | 9°   |
| Capurro              | Montevideo |                     |           | 31 de octubre de 1914    | 2          | 2                       | -       | 7°   |
| Central              | Montevideo |                     |           | 5 de enero de 1905       | 15         | -                       | -       | -    |
| Cerro                | Montevideo |                     |           | 1 de diciembre de 1922   | 2          | 2                       | -       | 4°   |
| Colón                | Montevideo |                     |           | 12 de marzo de 1907      | 1          | 1                       | -       | 10°  |
| Defensor             | Montevideo |                     |           | 15 de marzo de 1913      | 5          | 2                       | -       | 6°   |
| Liverpool            | Montevideo |                     |           | 15 de febrero de 1915    | 7          | 7                       | -       | 13°  |
| Misiones             | Montevideo |                     |           | 26 de mayo de 1906       | 3          | 2                       | -       | 8°   |
| Nacional             | Montevideo | Gran Parque Central | 15.000    | 14 de mayo de 1899       | 25         | 25                      | 11      | 3°   |
| Olimpia              | Montevideo | Olimpia Park        |           | 13 de marzo de 1922      | 2          | 2                       | -       | 12°  |
| Peñarol              | Montevideo | Estadio Pocitos     |           | 28 de septiembre de 1891 | 24         | 2                       | 8       | 1°   |
| Rampla Juniors       | Montevideo | Parque Nelson       |           | 7 de enero de 1914       | 5          | 5                       | 1       | 2°   |
| Sud América          | Montevideo |                     |           | 15 de febrero de 1914    | 2          | 2                       | -       | 5°   |
| Montevideo Wanderers | Montevideo | Belvedere           |           | 15 de agosto de 1902     | 23         | 23                      | 2       | 11°  |

Notas: Los datos estadísticos corresponden a los campeonatos uruguayos oficiales. Las fechas de fundación son las declaradas por cada club. La columna «Estadio» refleja el estadio donde el equipo más veces juega de local, pero no indica que sea su propietario. Véase también: Estadios de fútbol de Uruguay.

## Tabla de posiciones
|  | Pos. | Equipos              |  | PJ | PG | PE | PP | GF | GC | Dif. | Pts. |
|  | ---- | -------------------- |  | -- | -- | -- | -- | -- | -- | ---- | ---- |
|  | 1    | Peñarol              |  | 26 | 21 | 4  | 1  | 54 | 10 | +44  | 46   |
|  | 2    | Nacional             |  | 26 | 15 | 6  | 5  | 59 | 24 | +35  | 36   |
|  | 3    | Defensor             |  | 26 | 11 | 10 | 5  | 45 | 33 | +12  | 32   |
|  | 4    | Rampla Juniors       |  | 26 | 13 | 3  | 10 | 55 | 34 | +21  | 29   |
|  | 5    | Olimpia              |  | 26 | 11 | 6  | 9  | 39 | 39 | 0    | 28   |
|  | 6    | Montevideo Wanderers |  | 26 | 9  | 10 | 7  | 33 | 38 | -5   | 28   |
|  | 7    | Capurro              |  | 26 | 10 | 6  | 10 | 38 | 40 | -2   | 26   |
|  | 8    | Misiones             |  | 26 | 9  | 7  | 10 | 32 | 49 | -17  | 25   |
|  | 9    | Bella Vista          |  | 26 | 8  | 8  | 10 | 32 | 35 | -3   | 24   |
|  | 10   | Sud América          |  | 26 | 9  | 5  | 12 | 37 | 36 | +1   | 23   |
|  | 11   | Central              |  | 26 | 7  | 7  | 12 | 35 | 46 | -11  | 21   |
|  | 12   | Liverpool            |  | 26 | 8  | 4  | 14 | 30 | 31 | -1   | 20   |
|  | 13   | Colón                |  | 26 | 7  | 4  | 15 | 33 | 44 | -11  | 18   |
|  | 14   | Cerro                |  | 26 | 3  | 2  | 21 | 24 | 87 | -63  | 8    |

|  | Campeón uruguayo. |
|  | Descienden.       |

|                                                  |
| Uruguay                                          |
| Campeón Uruguayo 1929 Peñarol 9.no título de AUF |